# 奥山惠美子
奥山惠美子（日语：奥山 恵美子，1951年6月23日—）是一位日本政治人物。她于2009年至2017年担任仙台市市长。

## 生平
1951年6月23日奥山惠美子出生于日本秋田市。她的父亲是一名公职人员，在惠美子还是个孩子的时候，父亲经常带着她到全国各地。从东北大学经济系毕业后，她开始在仙台市政府工作。 她在市政府中担任过许多职务，直到2007年被任命为副市长。
2009年7月，惠美子在日本民主党和社会民主党的支持下竞选仙台市市长并成功当选。她是第一位当选日本主要城市市长的女性。
在2011年日本東北地方太平洋近海地震之后惠美子的重建努力被评价为“建设可持续城市的示范”，因而获得了2012年德国可持续发展奖。她还在联合国谈到仙台市的灾后恢复工作，并计划增加该市的災害管理准备。
2013年8月11日，奥山惠美子击败了日本共產黨的角野达也再次当选市长。2017年，惠美子决定退休，并选择不再竞选公职。她支持菅原裕典接替她的职位，不过最后另一位女性郡和子当选市长。